# Lista odcinków serialu Hand of God
Poniżej znajduje się lista odcinków serialu telewizyjnego Hand of God – emitowanego przez amerykańską  platformę Amazon Studios od 28 sierpnia 2015 roku do 10 marca 2017 roku. Łącznie powstały dwie serie, które składają się z 20 odcinków. Natomiast w Polsce serial nie był emitowany.
| Sezon | Sezon | Odcinki | Oryginalna emisja Amazon Studios | Oryginalna emisja Amazon Studios | Oryginalna emisja | Oryginalna emisja | Oryginalna emisja |
| Sezon | Sezon | Odcinki | Premiera sezonu                  | Finał sezonu                     | Premiera sezonu   | Finał sezonu      |                   |
| ----- | ----- | ------- | -------------------------------- | -------------------------------- | ----------------- | ----------------- | ----------------- |
|       | 1     | 10      | 28 sierpnia 2014                 | 4 września 2015                  | nieemitowany      | nieemitowany      |                   |
|       | 2     | 10      | 10 marca 2017                    | 10 marca 2017                    | nieemitowany      | nieemitowany      |                   |

## Sezon 1 (2014-2015)
| Nr | #  | Tytuł                     | Reżyseria           | Scenariusz                                 | Premiera Amazon Studios | Premiera     |
| -- | -- | ------------------------- | ------------------- | ------------------------------------------ | ----------------------- | ------------ |
| 1  | 1  | Pilot                     | Marc Forster        | Ben Watkins                                | 28 sierpnia 2014        | nieemitowany |
| 2  | 2  | Your Inside Voice         | Marc Forster        | Ben Watkins & Daniel Tuch                  | 4 września 2015         | nieemitowany |
| 3  | 3  | Contemplating the Body    | Richard J. Lewis    | Ben Watkins & Daniel Tuch                  | 4 września 2015         | nieemitowany |
| 4  | 4  | He So Loved               | Sarah Pia Anderson  | Becky Hartman Edwards & Daniel Tuch        | 4 września 2015         | nieemitowany |
| 5  | 5  | Welcome the Stranger      | Ernest R. Dickerson | Sam Forman & Daniel Tuch                   | 4 września 2015         | nieemitowany |
| 6  | 6  | For the Rain to Gather    | Andrew Bernstein    | Deborah Schoeneman & Daniel Tuch           | 4 września 2015         | nieemitowany |
| 7  | 7  | A Bird in Hand            | Peter Medak         | Ali Garfinkel & Mark Hudis & Daniel Tuch   | 4 września 2015         | nieemitowany |
| 8  | 8  | One Saved Message         | Mario Van Peebles   | Benjamin Jones & Daniel Tuch & Ben Watkins | 4 września 2015         | nieemitowany |
| 9  | 9  | A Flower That Bees Prefer | Stephen Williams    | Theresa Rebeck, Daniel Tuch                | 4 września 2015         | nieemitowany |
| 10 | 10 | The Tie That Binds        | Brad Anderson       | Daniel Tuch                                | 4 września 2015         | nieemitowany |

## Sezon 2 (2017)
| Nr | #  | Tytuł                     | Reżyseria          | Scenariusz                                  | Premiera Amazon Studios | Premiera     |
| -- | -- | ------------------------- | ------------------ | ------------------------------------------- | ----------------------- | ------------ |
| 11 | 1  | Gathering Dust            | Mario Van Peebles  | Jim Dunn, Ben Watkins                       | 10 marca 2017           | nieemitowany |
| 12 | 2  | Telling Me Your Dreams    | Peter Medak        | Sam Ernst, Ben Watkins                      | 10 marca 2017           | nieemitowany |
| 13 | 3  | You Can't Go Back         | Christine Moore    | Michael Angeli, Ben Watkins                 | 10 marca 2017           | nieemitowany |
| 14 | 4  | Not Writing a Love Letter | Sarah Pia Anderson | Daniel Tuch, Ben Watkins                    | 10 marca 2017           | nieemitowany |
| 15 | 5  | I See That Now            | Ali Selim          | Shernold Edwardsh, Ben Watkins              | 10 marca 2017           | nieemitowany |
| 16 | 6  | What Do You Hear          | Stephen Surjik     | Ariella Blejer, Dawn Kamoche, Ben Watkins   | 10 marca 2017           | nieemitowany |
| 17 | 7  | When You Pull the Trigger | Tim Hunter         | Michael Angeli, Michael Kastelein, Chris Wu | 10 marca 2017           | nieemitowany |
| 18 | 8  | The Last Thing Left       | Kate Woods         | Jim Dunn, Ben Watkins                       | 10 marca 2017           | nieemitowany |
| 19 | 9  | What a Man Can Be         | Peter Medak        | Sam Ernst, Ben Watkins                      | 10 marca 2017           | nieemitowany |
| 20 | 10 | He Must Be                | Ben Watkins        | Ben Watkins                                 | 10 marca 2017           | nieemitowany |